# Décès en août 1953
Décès
- 1949
- 1950
- 1951
- 1952
- 1953
- 1954
- 1955
- 1956
- 1957

Pour une information complémentaire, voir la page d'aide.

| Date    | Nom             | Pays                   | Activités                   | Âge | Source |
| ------- | --------------- | ---------------------- | --------------------------- | --- | ------ |
| 4 août  | Claud O'Donnell | Drapeau de l'Australie | Joueur de rugby australien. | 67  |        |
| 31 août | Paul Bellemain  | Drapeau de la France   | Architecte français.        | 67  |        |